# Glasfiber-armeret plast
Glasfiber-armeret plast er et meget anvendt produkt i bilindustrien til fremstilling af karrosseridele og i visse tilfælde hele karrosserier. Glasfiberarmeret plast er meget stærkt og samtidig let at fremstille og bearbejde, men er væsentligt langsommere at fremstille i masseproduktion.